# Las Gdański

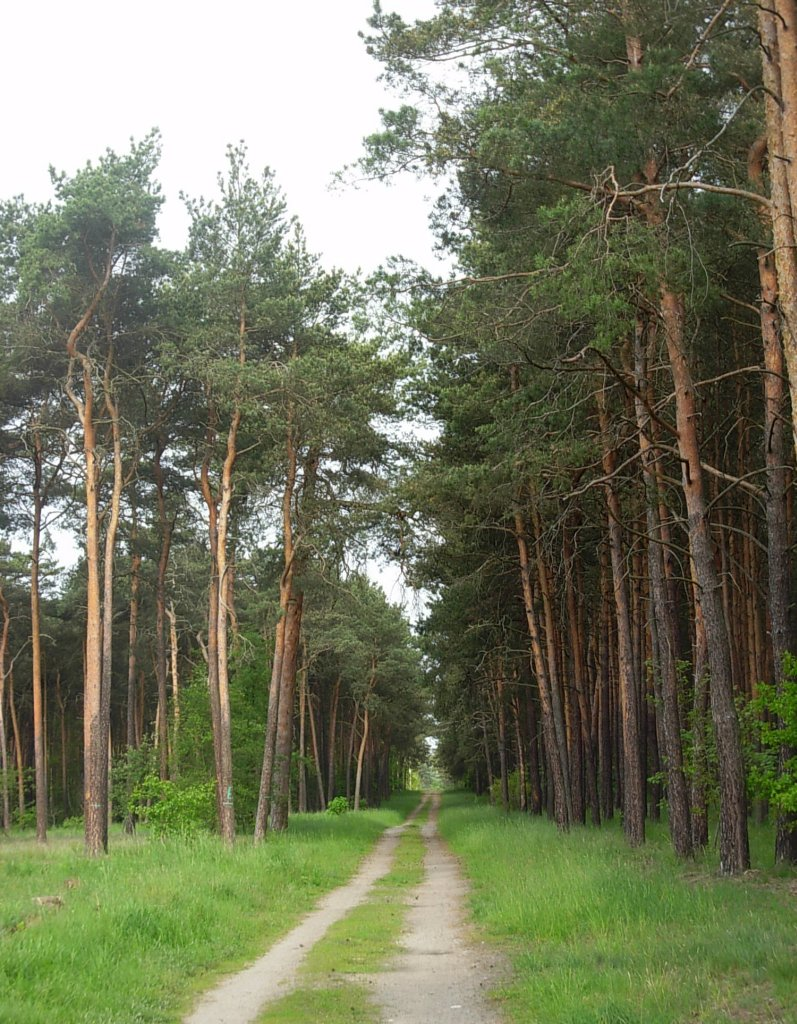
Leśny trakt, którym wiedzie niebieski szlak „Brdy”

Las Gdański – osiedle położone w granicach miasta Bydgoszczy, mieści kompleks leśny o tej samej nazwie oraz niewielkie enklawy zabudowy mieszkaniowej.

## Lokalizacja
Las Gdański jest największym kompleksem lasów komunalnych w Bydgoszczy. Wchodzi w skład Nadleśnictwa Żołędowo.
Kompleks jest położony na północ od linii torów kolejowych łączących Bydgoszcz Wschód i Bydgoszcz Leśną. Północną granicę Lasu stanowi Zbocze Fordońskie, zachodnią Leśny Park Kultury i Wypoczynku, zaś wschodnią zabudowa dzielnicy Fordon. Całość leży w mezoregionie Kotlina Toruńska, w obrębie Pradoliny Toruńsko-Eberswaldzkiej.

## Charakterystyka
Pod względem siedliskowym kompleks w większości zalicza się do boru świeżego, boru mieszanego świeżego oraz lasu mieszanego świeżego. Podstawowym gatunkiem lasotwórczym jest sosna pospolita, która zajmuje ponad 90% ogólnej powierzchni leśnej. W domieszkach występuje dąb, brzoza, a także olchy, modrzewie, świerki, buki, klony i inne gatunki.
Wśród dominującego boru sosnowego znajdują się enklawy grądów oraz dąbrowy świetliste w rejonie Brdyujścia. Generalnie żyzność siedlisk wzrasta z południa na północ. Bory suche znajdują się wzdłuż linii kolejowej w rejonie stacji Bydgoszcz Bielawy (gdzie istnieją również wyrobiska po dawnej żwirowni), zaś najbogatsze siedliska w pobliżu Zbocza Fordońskiego w rejonie grodziska Zamczysko oraz w Leśnym Parku Kultury i Wypoczynku.
Las Gdański jest popularnym miejscem wypoczynku codziennego i świątecznego dla mieszkańców Bydgoszczy, zwłaszcza osiedli położonych w północnej części miasta. Kompleks mieści zbiorową mogiłę z okresu II wojny światowej, a także wpisaną do rejestru zabytków stację wodociągów „Las Gdański”, z przełomu XIX i XX wieku. Na wschodnim krańcu kompleksu znajduje się Centrum Onkologii oraz Regionalny Zespół Opieki Paliatywnej Dom Sue Ryder.

## Ochrona przyrody
Na terenie Lasu Gdańskiego znajdują się następujące obszary objęte ochroną prawną:
- Obszar Chronionego Krajobrazu Północnego Pasa Rekreacyjnego Miasta Bydgoszczy
- strefa ochrony bezpośredniej ujęcia wody „Las Gdański”
- strefa ochrony pośredniej wewnętrznej wód podziemnych,
- strefa ochrony pośredniej zewnętrznej wód podziemnych.

## Szlaki turystyczne
Przez Las Gdański prowadzą fragmenty kilku znakowanych szlaków turystycznych:
- pieszy szlak turystyczny „Brdy” Bydgoszcz Brdyujście – Sokole-Kuźnica – Świt 70,9 km[6],
- pieszy szlak turystyczny „im. Tadeusza Janickiego” Bydgoszcz Brdyujście – Osielsko 9,2 km,
- pieszy szlak turystyczny „Nadwiślański” Bydgoszcz Leśna – Świecie 51,4 km,
- pieszy szlak turystyczny „im. dr S. Meysnera” Leśny Park Kultury i Wypoczynku – Tryszczyn 16,4 km.

## Galeria
Leśne typy siedliskowe spotykane w Lesie Gdańskim:

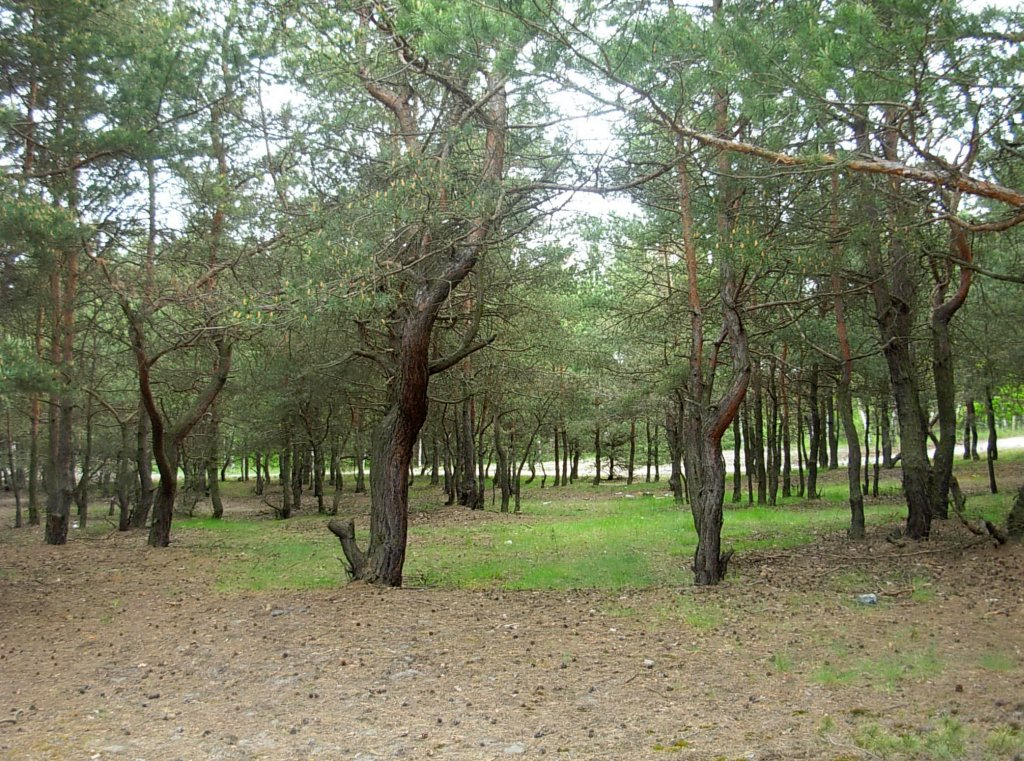
Bór suchy
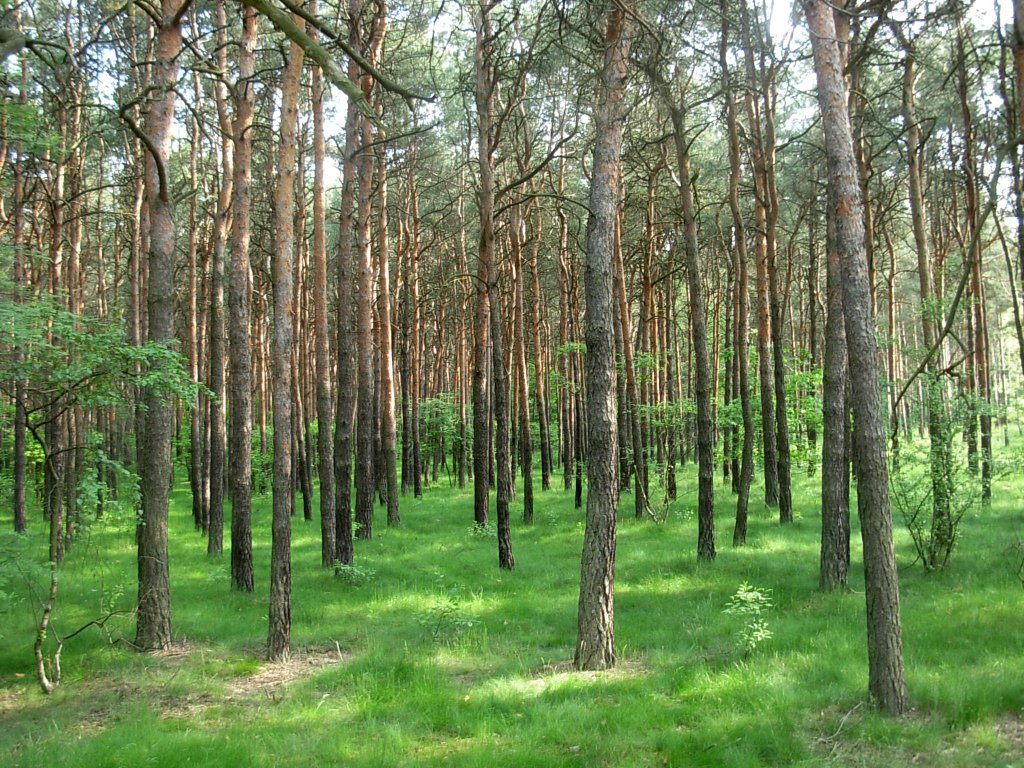
Bór świeży
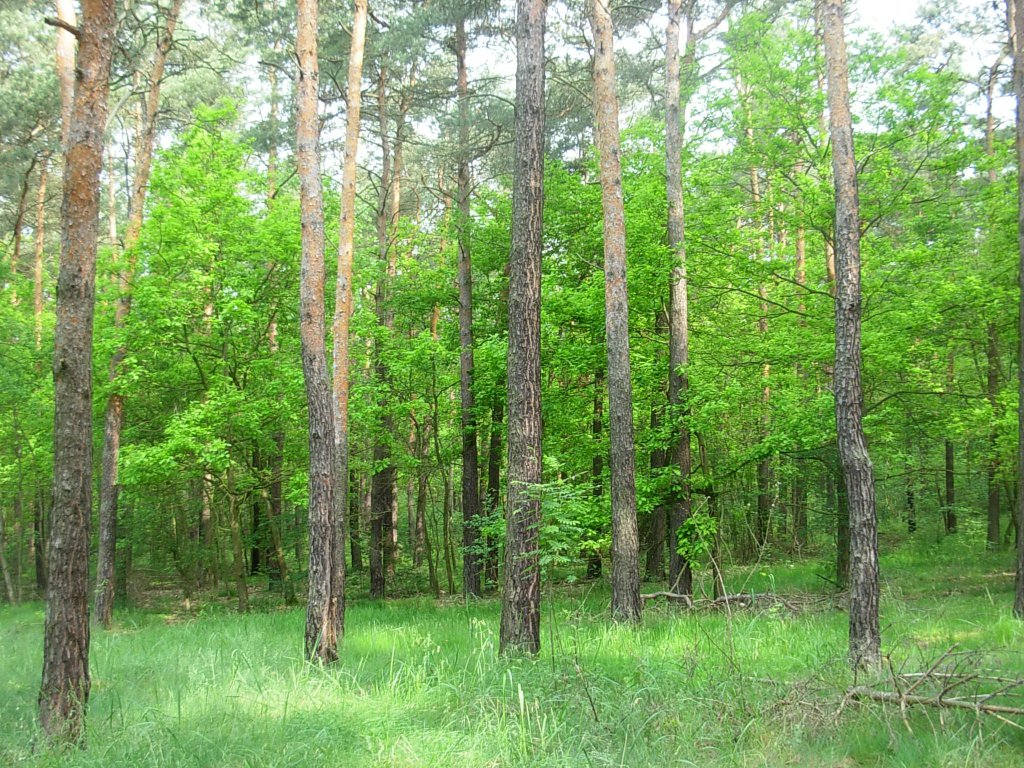
Bór sosnowo-dębowy
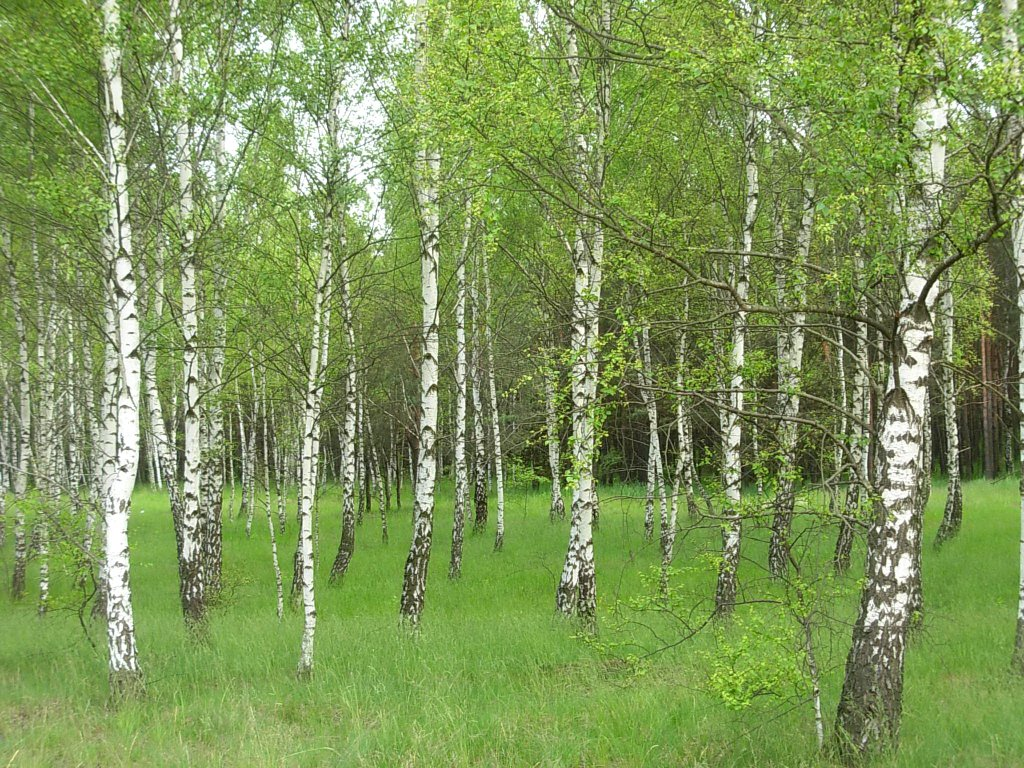
Brzezina
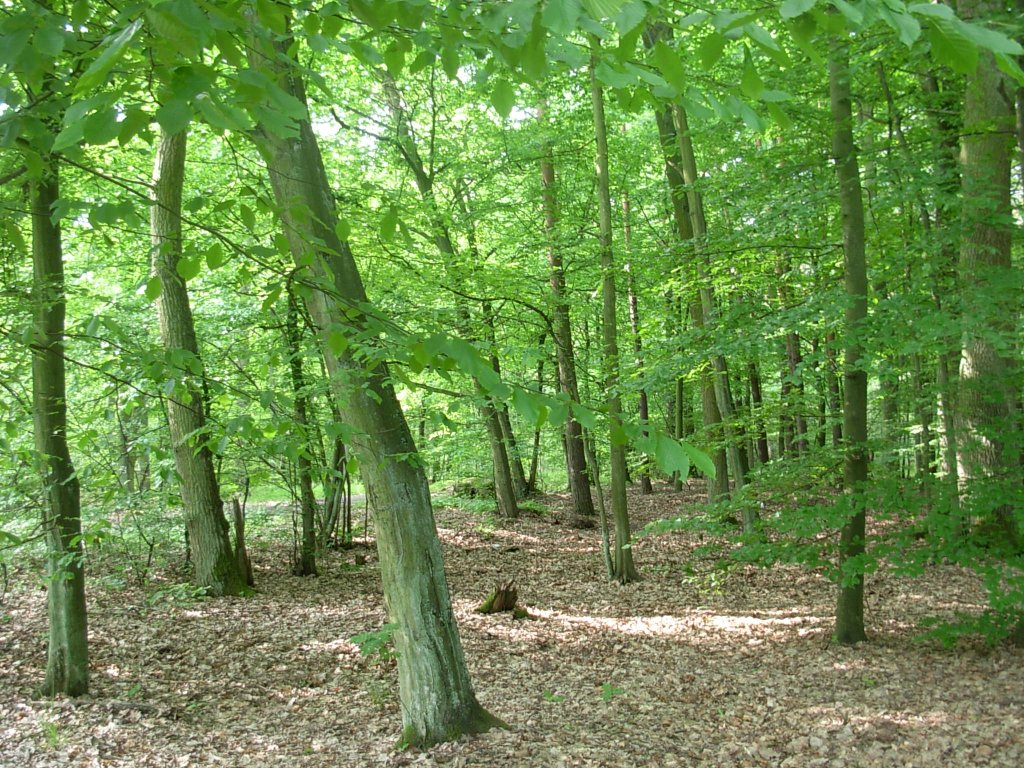
Grąd w rejonie Brdyujścia
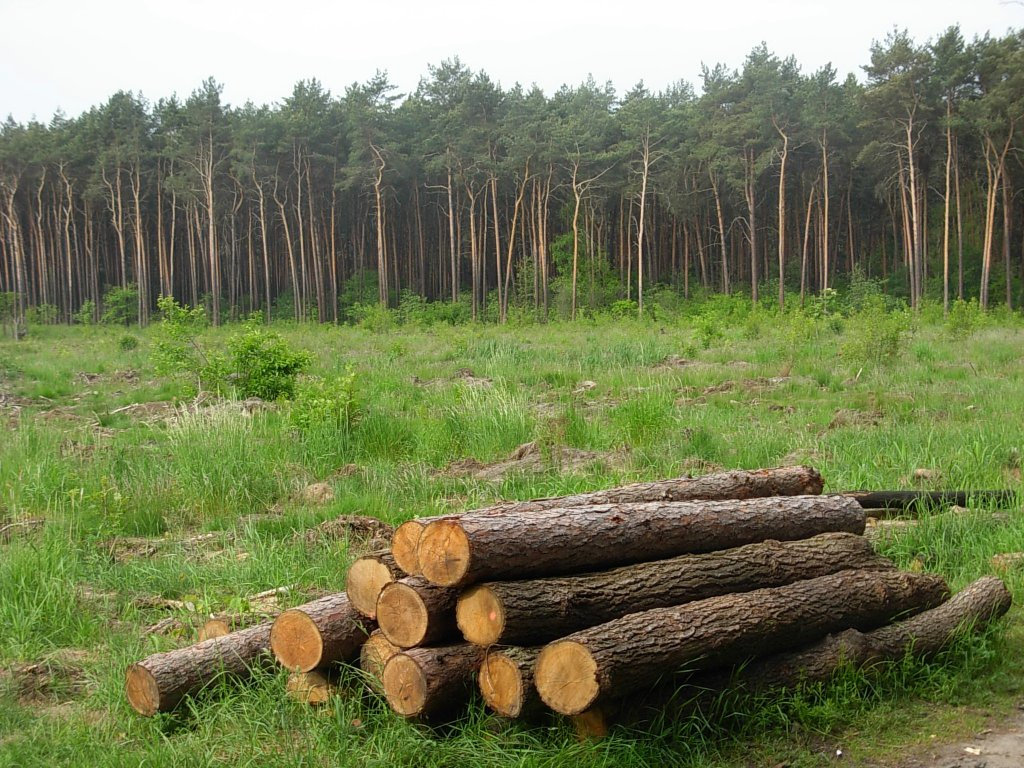
Zrąb
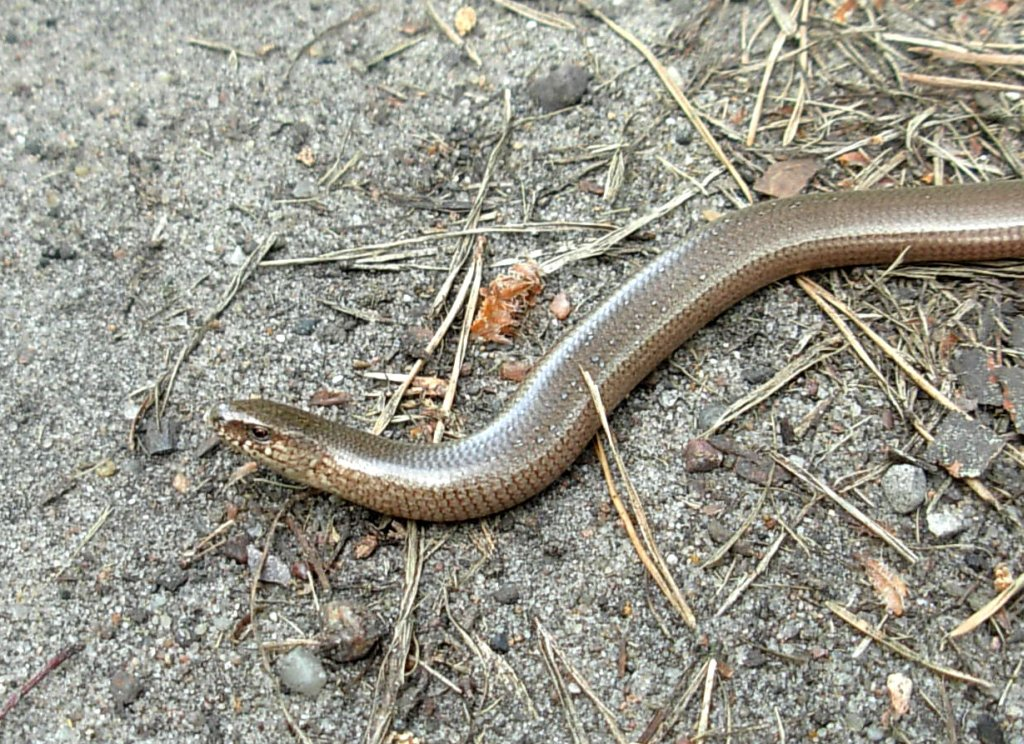
Padalec zwyczajny na ścieżce w lesie